# Broderie

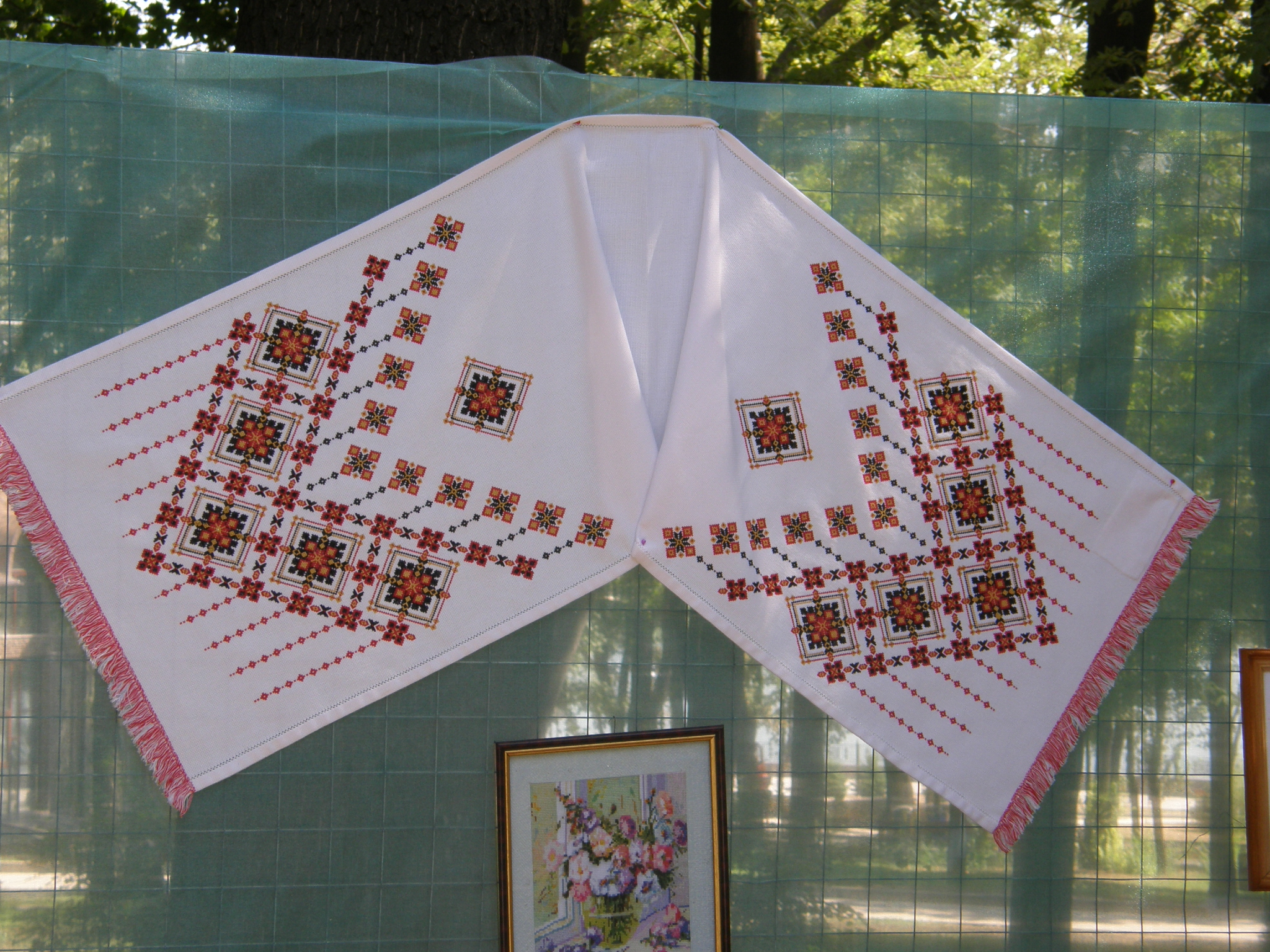
Donețk. Sărbătorind Ziua Independenței Ucrainei.

Broderia este o cusătură în relief (reprezentând flori sau alte ornamente), executată pe un material textil.
Brodarea este coaserea unei broderii.

## Vezi și

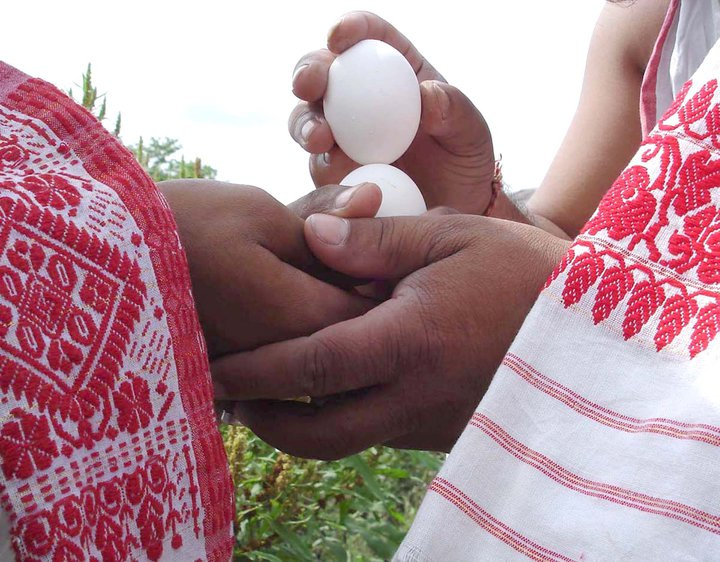
În Assam (un stat al Indiei unde se vorbește cea mai orientală limbă indo-europeană indigenă), jocul se numește "Koni-juj" (Koni = ou; Juj = luptă). Se ține în fiecare an în ziua "Goru Bihu" (ziua vitelor) din Rongali Bihu, ce cade la mijlocul lunii aprilie, și în ziua lui Bhogali Bihu, în ianuarie
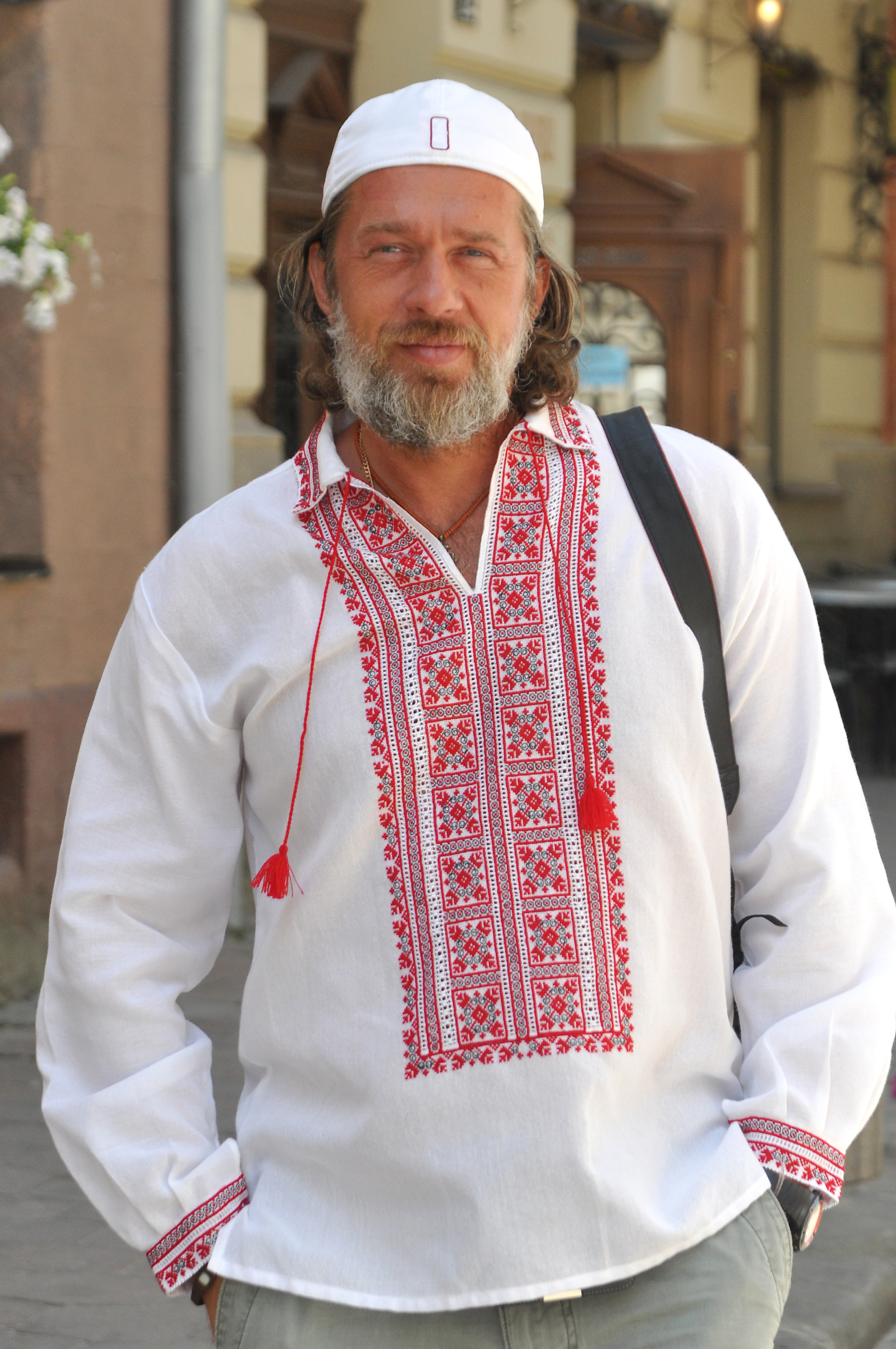
Restauratorul Yuri Beloyvan
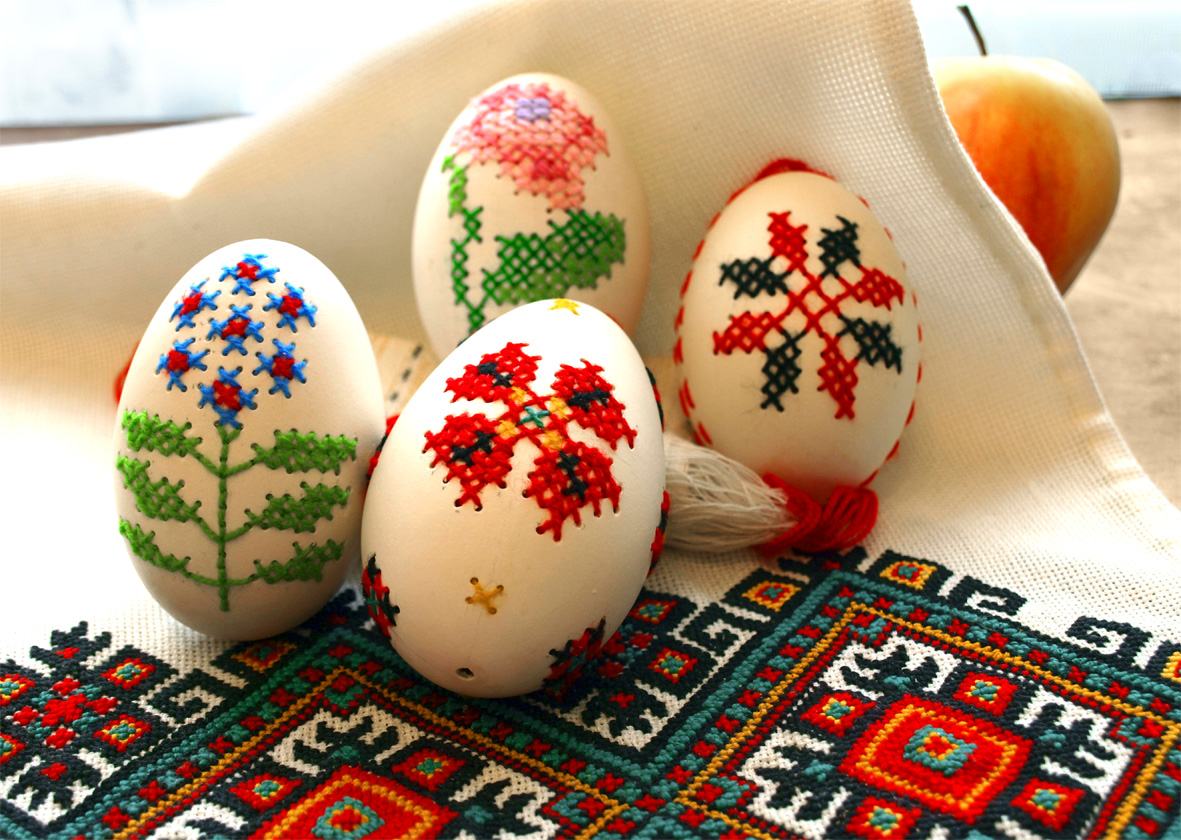
Ouă de Paști încondeiate cu cruce de Inna Forostyuk, maestrul de artă populară din regiunea Lugansk (Ucraina). Materiale utilizate: ouă de gâscă și vopsea acrilică
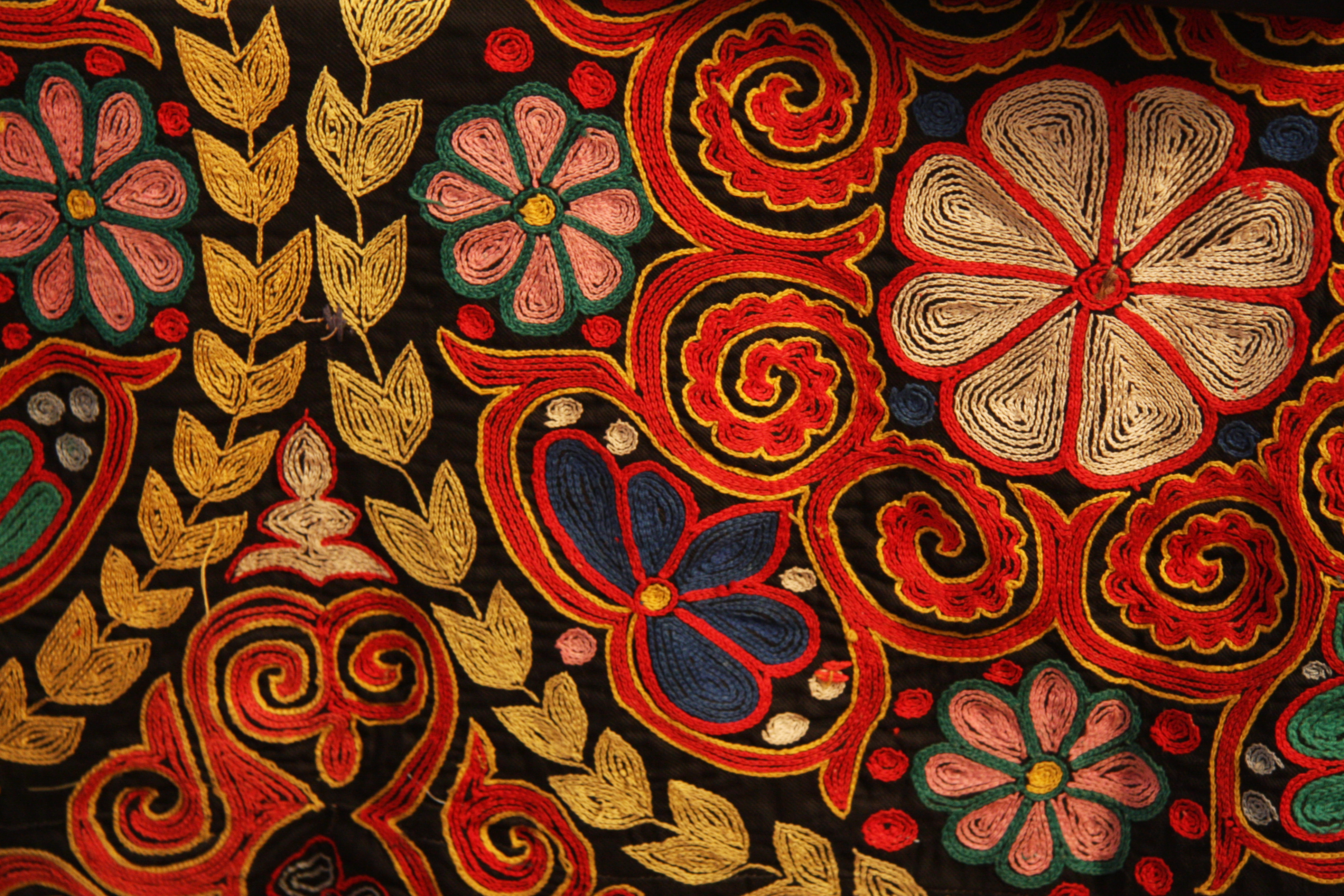
Covor tradițional kazah din Mongolia
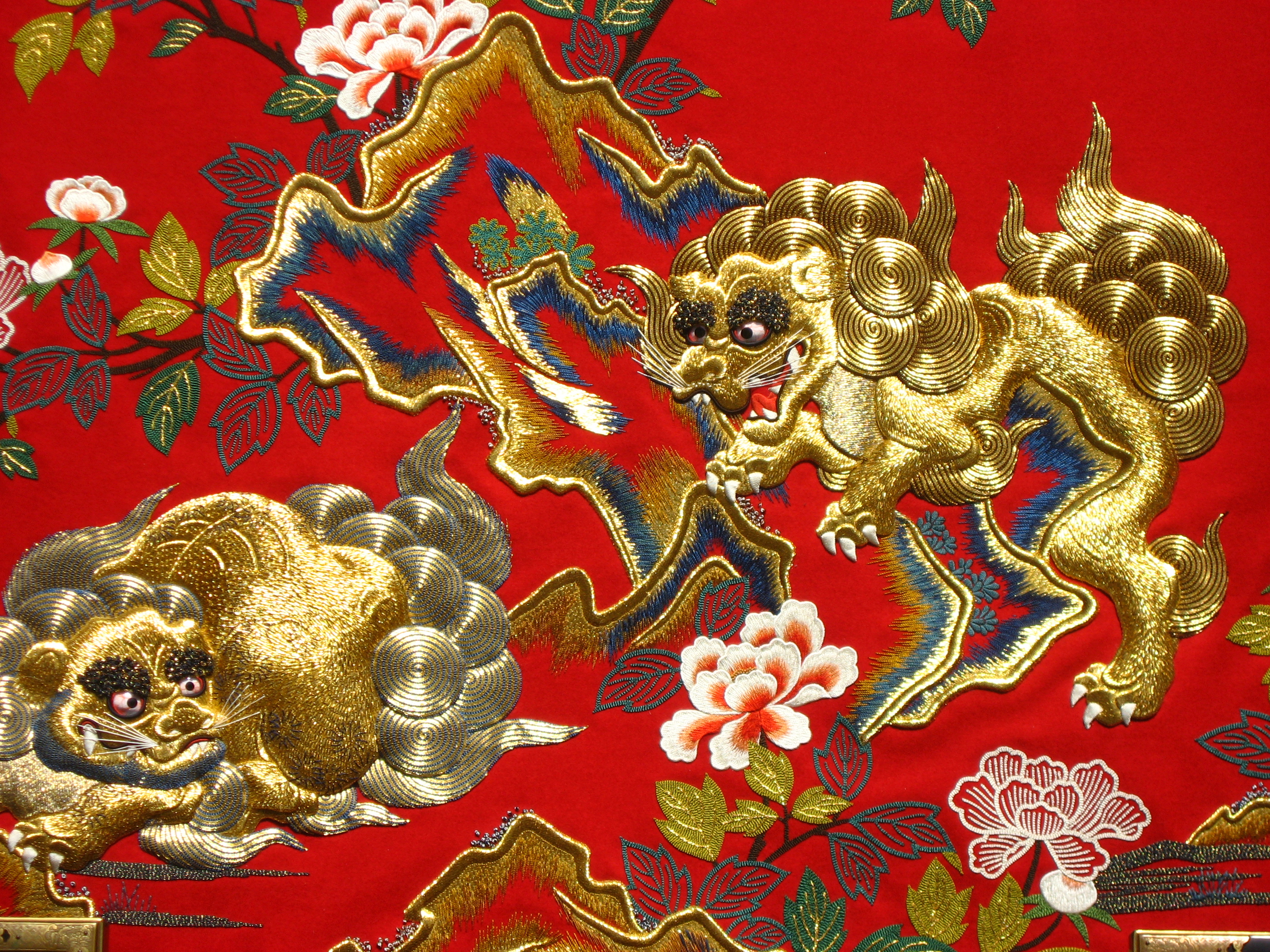
Broderie tradițională niponă pe o căruță de festival
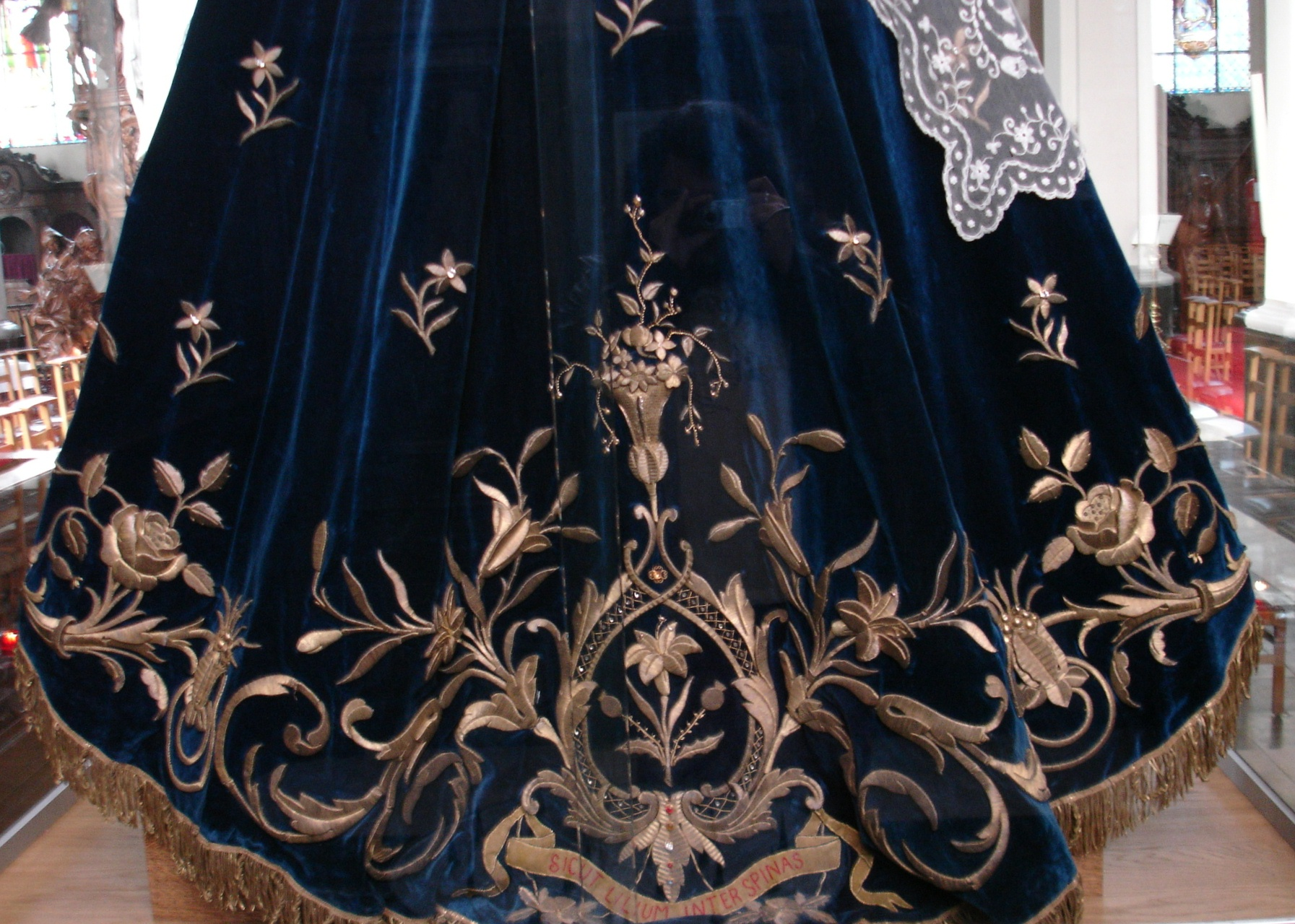
Rochie cu broderie aurită, sec. XIX